# Patrocínio
Patrocínio este un oraș în Minas Gerais (MG), Brazilia.